# Francisco del Plano

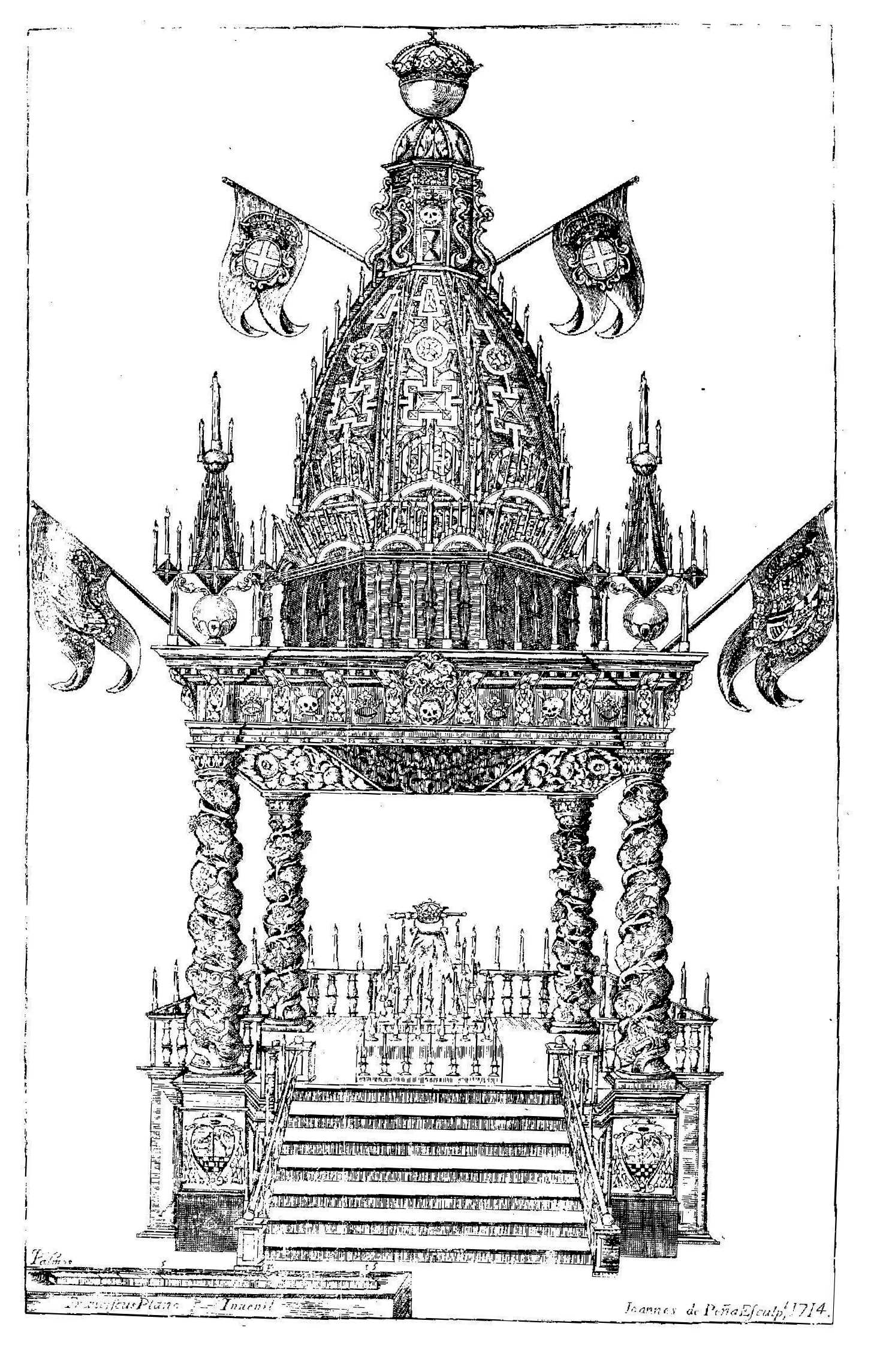
Catafalco alzado en Zaragoza con motivo de las honras fúnebres por la reina María Luisa Gabriela de Saboya. Grabado de Juan de Peña por dibujo e invención de Francisco del Plano recogido en Funeral hecho a la ... Memoria de la Reyna ... Maria Luisa Gabriela de Saboya por la Universidad y Estudio general de la ciudad de Zaragoza ... ; descrive la relacion de orden de la misma ... Blas Antonio Nassarre y Ferriz..., Zaragoza, 1714.

Francisco del Plano y García de la Cueva (Daroca, 1658-Zaragoza, 15 de septiembre de 1739) fue un pintor español natural de Aragón, activo en su tierra natal y en Navarra y el País Vasco.
Descendiente de una familia de pintores y doradores de Daroca, como lo fueron su padre, Ambrosio del Plano, y su abuelo materno, Juan García de la Cueva, comenzó como dorador en la Cofradía de san Lucas. Muy joven viajó a Zaragoza donde entró como aprendiz en el taller de Vicente Berdusán. En su madurez instaló taller propio en la calle del Carmen de Zaragoza. 
En 1679 se casó con Antonia Canfranc y Peralta, con la que tuvo ocho hijos que colaboraron en obras de su padre. Hacia 1700 comenzó su trabajo como pintor, destacando en sus trabajos al fresco y al temple. También cultivó la pintura al óleo en un estilo monumentalista en el que predomina el dibujo y el trabajo tenue del claroscuro. También diseñó arquitecturas efímeras. Es precisamente en su condición de pintor de arquitecturas como lo recuerda Antonio Palomino en una relación de pintores de la «ínclita ciudad de Zaragoza» que si bien no destacaron como pintores en lo general, sí lo hicieron en algún aspecto particular:

como en retratos Asensio, en flores Polo, en países Pertús, en batallas Rabiella, y en arquitecturas y ornatos Francisco Plano, que aseguran, no le hacían ventaja los célebres boloñeses Colona y Mitelli.

En 1704 se hallaba en Teruel consagrado a la realización de las pinturas del monumento de Semana Santa de la Catedral de Santa María de Mediavilla. Más tarde, el año de 1716, el cabildo metropolitano le encargó el proyecto de la portada, fresco de la cúpula y lienzos de los muros de la capilla de San Lorenzo de la Basílica del Pilar.
En 1723 realizó los frescos de la batalla de Clavijo del testero de la desaparecida iglesia de Santiago de Zaragoza. En esta época y en colaboración con Miguel Jerónimo Lorieri, pintó los dos lienzos de la Capilla de San Agustín de la Catedral del Salvador de Zaragoza.
Se le atribuyen otros trabajos en la Seo de Zaragoza, Olite, Corella y Viana. Especializado en el retrato de santos al óleo y, en especial, en murales. 